# Groupe de NGC 1024
Le groupe de NGC 1024 comprend au moins trois galaxies situées dans la constellation du Bélier. La distance moyenne entre ce groupe et la Voie lactée est d'environ 49,1 Mpc (∼160 millions d'al). 

## Membres
Le tableau ci-dessous liste les trois galaxies du groupe dans l'ordre indiquées dans l'article de A.M. Garcia paru en 1993. NGC 1024 et NGC 1029 forment une paire de galaxies.    
| Nom      | Classification | Type         | α (J2000.0)   | δ (J2000.0) | Vitesse radiale (km/s) | Magnitude apparente | Distance (Mpc) | Diamètre (kal) |
| -------- | -------------- | ------------ | ------------- | ----------- | ---------------------- | ------------------- | -------------- | -------------- |
| NGC 990  | E              | Elliptique   | 02h 36m 18.2s | 11° 38′ 31″ | 3508 ± 21              | 12,5                | 48,3 ± 3,4     | 78             |
| NGC 1024 | (R')SA(r)ab    | Spirale      | 02h 39m 11.9s | 10° 50′ 49″ | 3531 ± 6               | 12,1                | 48,8 ± 3,4     | 211            |
| NGC 1029 | S0/a           | Lenticulaire | 02h 39m 36.5s | 10° 47′ 36″ | 3635 ± 18              | 13,2                | 50,2 ± 3,5     | 57             |

Le site DeepskyLog permet de trouver aisément les constellations des galaxies mentionnées dans ce tableau ou si elles ne s'y trouvent pas, l'outil du site constellation permet de le faire à l'aide des coordonnées de la galaxie. Sauf indication contraire, les données proviennent du site NASA/IPAC.